# Uloborus villosus
Uloborus villosus là một loài nhện trong họ Uloboridae.
Loài này thuộc chi Uloborus. Uloborus villosus được Eugen von Keyserling miêu tả năm 1881.